# Usha Uthup

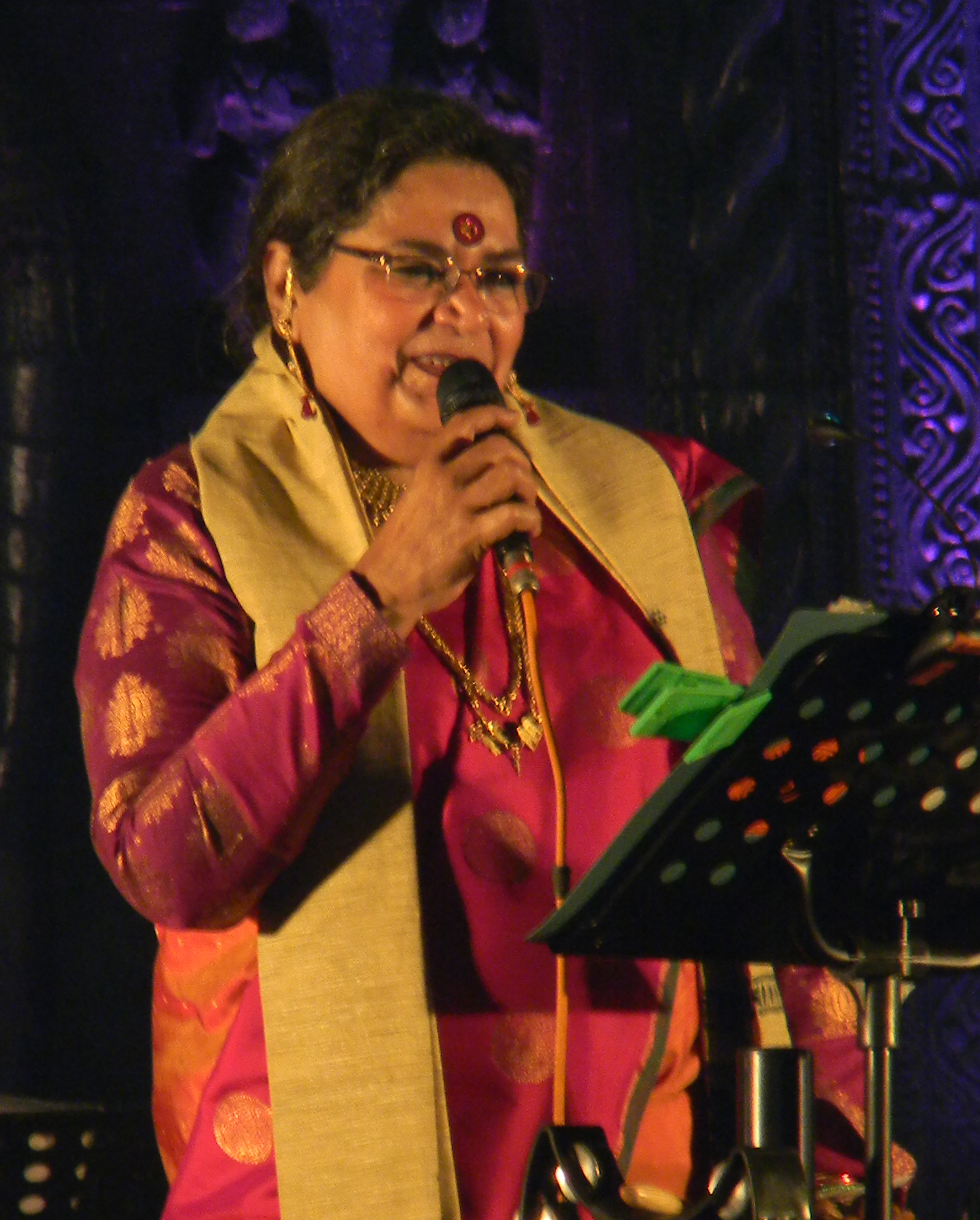
Usha Uthup

Usha Uthup (en tamil: உஷா உதுப்;en bengalí: উষা উঠুপ; nacida el 7 de noviembre de 1947 en Bombay) es un popular cantante de música pop, jazz y playback o reproducción india. Ella se hizo conocer con grandes éxitos populares a finales de la década de los años 1960, 1970 y 1980.
Comenzó su carrera playback en el Bollywood, cuando interpretó una canción en su versión en inglés como su primer hit titulado, "Dum Maro Dum" o "Hare Rama Hare Krishna" y que contó con la colaboración de reconocidos directores de música como RD Burman y Lahiri Bappi, a través de los años 1970 y 80, interpretó sus éxitos titulados como "Ek hacer el cha cha cha" (Shalimar), "Koi Yahan aha Nache Nache" (Disco Dancer), "Ramba ho" (Armaan), "Hari Om Hari" (Pyaara Dushman) y "Doston sí pyar kiya" (Shaan) y recientemente "Darrling" en el 7 Khoon Maaf. Ella ha interpretado también en 16 idiomas de la India, incluyendo el bengalí, hindi, punjabi, asamés, oriya, gujarati, el marathi, Konkani, malayalam, Canarés, Tamil, Telugu y Tulu. También interpretó temas musicales en otros idiomas extranjeros, incluyendo el inglés, holandés, francés, alemán, italiano, cingalés, suajili, ruso, nepalés, árabe, creole, zulú, y español.

## Filmografía
| Canción                                           | película                                               | Año  | Composición                                       |
| ------------------------------------------------- | ------------------------------------------------------ | ---- | ------------------------------------------------- |
| "Aami Shotti Bolchi"                              | Kahaani                                                | 2012 | Vishal-Shekhar                                    |
| "Yeh Raat Monalisa"                               | Kaafiron Ki Namaaz                                     | 2012 | Advait Nemlekar                                   |
| "Hai Ye Maya"                                     | Don 2                                                  | 2011 | Shankar–Ehsaan–Loy                                |
| "Darling", "Doosri Darling" (with Rekha Bhardwaj) | 7 Khoon Maaf (Filmfare Award for best playback singer) | 2011 | Vishal Bhardwaj                                   |
| "Wicket Bacha" (with Earl)                        | Hattrick                                               | 2007 | Pritam                                            |
| "Teri Meri Merry Christmas"                       | Bow barracks Forever                                   | 2007 | Anjun Dutt                                        |
| "Kabhi Pa Liya Tho Kabhi Kho Diya"                | Jogger's Park                                          | 2003 | Tabun                                             |
| "Din Hai Na Ye Raat"                              | Bhoot                                                  | 2003 | Salim-Sulaiman                                    |
| "Vande Mataram"                                   | Kabhi Khushi Kabhie Gham...                            | 2001 | Jatin-Lalit, Sandesh Shandilya, Aadesh Shrivastav |
| "Raja Ki Kahani"                                  | Godmother                                              | 1999 | Vishal Bhardwaj                                   |
| "Daud"                                            | Daud                                                   | 1998 | A. R. Rahman                                      |
| "Vegam Vegam Pogum Pogum"                         | Anjali                                                 | 1991 | Ilaiyaraaja                                       |
| "Keechurallu"                                     | Keechurallu                                            | 1991 | Ilaiyaraaja                                       |
| "Koi Yahan Aha Nache Nache"                       | Disco Dancer                                           | 1982 | Bappi Lahiri                                      |
| "Ramba Ho"                                        | Armaan                                                 | 1981 | Bappi Lahiri                                      |
| "Hari Om Hari"                                    | Pyaara Dushman                                         | 1980 | Bappi Lahiri                                      |
| "Tu Mujhe Jaan Se Bhi Pyara Hai"                  | Wardaat                                                | 1981 | Bappi Lahiri                                      |
| "Doston Se Pyar Kiya"                             | Shaan                                                  | 1980 | R D Burman                                        |
| "Shaan Se..."                                     | Shaan                                                  | 1980 | R D Burman                                        |
| "Ek Do Cha Cha Cha"                               | Shalimar                                               | 1978 | R D Burman                                        |